# André Gruchet
André Gruchet (nascido em 17 de abril de 1933) é um ex-ciclista francês que competia no ciclismo de pista. Conquistou a medalha de bronze no sprint do Campeonato Mundial de 1959. Competiu na prova tandem nos Jogos Olímpicos de Verão de 1956 e na corrida de velocidade em 1960.